# Antoine Laneyrie
 (février 2023).
Antoine Laneyrie est un athlète français, né le 10 juin 1988 à Viriat (Ain), pratiquant le 400 m et le 400 m haies.
Il s'est fait connaître aux Jeux paralympiques de Londres 2012 en décrochant une médaille de bronze en tant que guide de Trésor Gauthier Makunda sur 400 m dans la catégorie T11 (non-voyant).

## Carrière sportive

### Palmarès
Il a remporté plusieurs distinctions chez les athlètes valides ainsi que deux sélections en équipe de France jeune :
- 2006 : 3e des championnats de France junior sur 400 m haies à Dreux dans un temps de 52 s 50 ; il est ensuite qualifié pour le match méditerranéen junior FRA/ITA/ESP/ALG/TUN/MAR à Tunis où il se classe 5e sur 400 m haies et 3e avec le relais 4 × 400 m.
- 2007 :  2e des championnats de France junior indoor sur 400 m à l'INSEP, ce qui lui permet d'être sélectionné pour le match junior FRA/ALL/ITA en salle à Vittel au cours duquel il remporte le 400 m. L'été même, il se classe 5e du 400 m des championnats de France junior sur 400 m à Narbonne en 48 s 19.
- 2009 : champion de France espoir sur 400 m haies à Bondoufle dans un temps de 52 s 20.
- 2010 : 3e place des championnats de France espoir sur 400 m haies à Niort[1].

En 2012, aux Jeux Paralympiques de Londres, il remporte la médaille de bronze sur le 400 m T11 en tant que guide, avec son compatriote non-voyant Trésor Gauthier Makunda.

### Records personnels
Ses records personnels sont de 51 s 33 sur 400 m haies (2009), 48 s 19 sur 400 m (2007) et 48 s 37 sur 400 m indoor (2007).

### Clubs
| Club                           | Période   |
| ------------------------------ | --------- |
| Entente Athlétique Macon       | 2004-2011 |
| CA Montreuil                   | 2012-2017 |
| Bussy-Saint-Georges Athlétisme | 2018-2024 |

## Vie personnelle
Antoine Laneyrie est professeur d'EPS.